# Massacre d'Halloween (États-Unis)

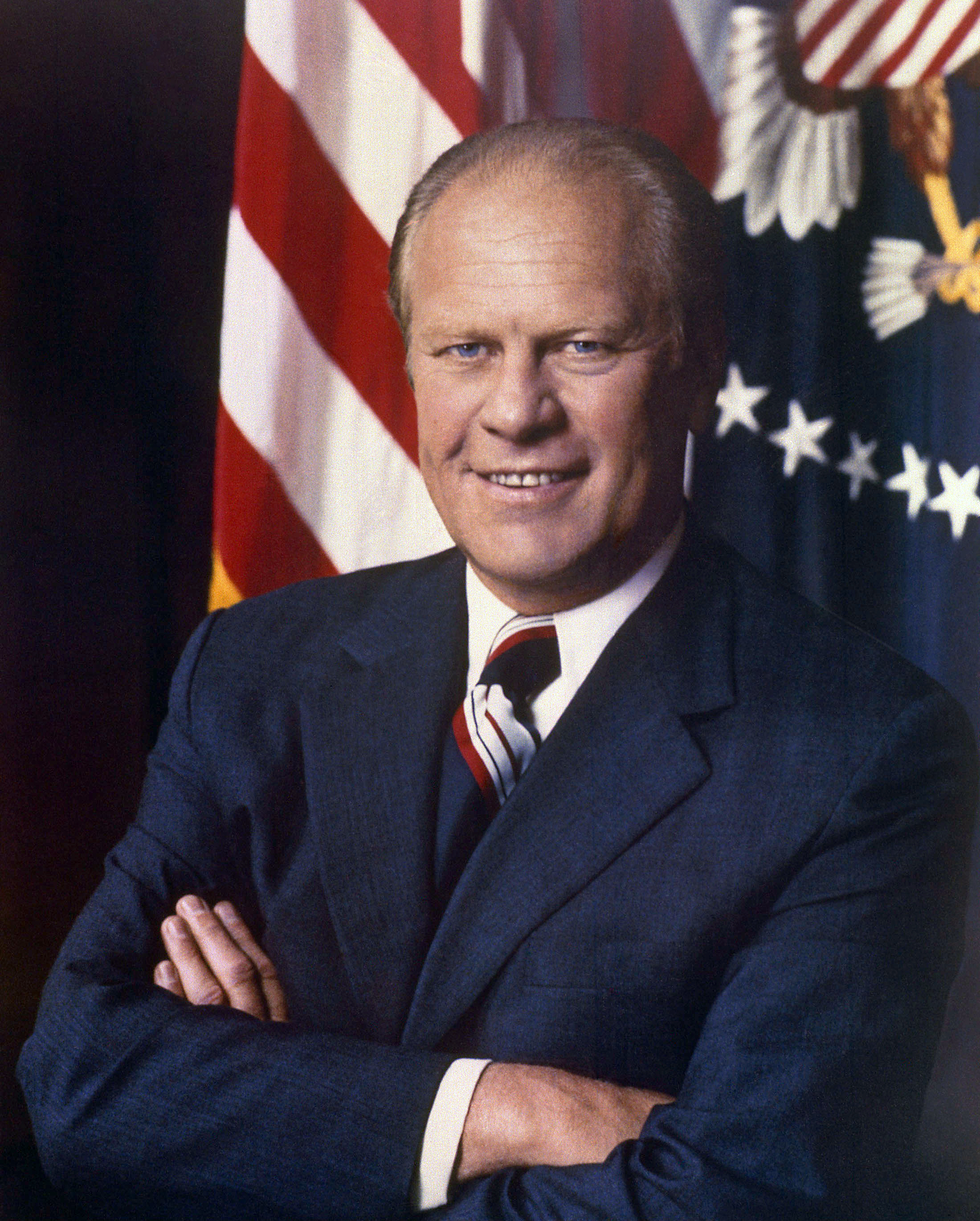
Portrait officiel de Gerald Ford

Le massacre d'Halloween (Halloween Massacre) est le terme employé pour nommer la réorganisation importante du cabinet du président américain Gerald Ford le 4 novembre 1975. 
Les journalistes de l'époque surnomment cet évènement Halloween Massacre en référence au Saturday Night Massacre, un autre remaniement que l'ancien président Richard M. Nixon avait réalisé en octobre 1973. La réorganisation aura causé le remplacement de plusieurs républicains modérés de ce cabinet par d'autres républicains bien plus conservateurs :
- Henry Kissinger perd sa place de conseiller à la sécurité nationale au profit du général Brent Scowcroft (Kissinger gardera quand même son poste de secrétaire d'État) ;
- William Colby perd son poste de Director of Central Intelligence et est remplacé par l'ambassadeur (et futur président) George H. W. Bush ;
- James Schlesinger perd sa place de Secrétaire à la Défense et est remplacé par Donald Rumsfeld qui était alors secrétaire général à la Maison-Blanche. Rumsfeld sera lui-même remplacé par son adjoint Richard Cheney, futur vice-président de George W. Bush ;
- Sous la pression de l'aile des ultraconservateurs du parti Républicain, le vice-président Nelson Rockefeller annoncera qu'il ne se représenterait plus à son poste aux prochaines élections de 1976 ;
- À la suite de cette restructuration, Rogers Morton sera remplacé également par Elliot Richardson en tant que secrétaire au Commerce.

Certains historiens prétendent que la décision ne venait pas de Ford lui-même mais que l'idée lui aurait été soufflée par Donald Rumsfeld et Richard Cheney. Ford aurait fait tout cela dans le but de gagner plus de voix lors de sa future candidature au poste de président face à Ronald Reagan.
Des journalistes politiques firent paraître des articles disant que Rumsfeld aurait été le manipulateur mais Ford protesta et raconta qu'il aurait pris seul cette décision. 